# 仁多郡
仁多郡（日语：／ Nita gun */?）是位於島根縣東部的一郡。
現轄有以下1町：
- 奧出雲町

過去的範圍還包括了現在的雲南市東部地區。

## 歷史
根據733年完成的《出雲國風土記》記載，仁多郡下設4個鄉：
- 三處鄉
現在的奧出雲町上三所、三所、郡、高田、龜嵩與安來市廣瀨町西比田。
- 布勢鄉
現在的奧出雲町八代、佐白、馬馳與雲南市木次町北原。
- 三澤鄉
現在的奧出雲町鴨倉、三沢、三成、河內、高尾、大谷、上阿井、下阿井、大馬木、小馬木與雲南市木次町湯村、平田。
- 横田鄉
現在的奧出雲町橫田、大呂、中村、竹崎、稻原、下橫田、八川。

### 沿革
- 1889年4月1日：實施町村制，仁多郡下設：三成村、布勢村、龜嵩村、阿井村、三澤村、橫田村、鳥上村、八川村、馬木村、溫泉村。（10村）
- 1941年7月1日：（2町8村）
  - 三成村改制為三成町。
  - 橫田村改制為橫田町。
- 1955年3月3日：溫泉村與大原郡木次町、日登村和合併為雲南木次町（現為雲南市的一部分），並隸屬大原郡。（2町7村）
- 1955年4月15日：三成町、布勢村、龜嵩村、阿井村、三澤村合併為仁多町。（2町3村）
- 1957年9月20日：橫田町、鳥上村、八川村、馬木村合併為斐上町。（2町）
- 1958年11月1日：斐上町改名為横田町。
- 2005年3月31日：横田町與仁多町合併為奧出雲町。[1]（1町）

### 變遷表
| 1889年4月1日 | 1889年 - 1926年 | 1926年 - 1954年     | 1955年 - 1989年                     | 1955年 - 1989年            | 1989年 - 現在              | 現在                       |
| ------------ | --------------- | ------------------- | ----------------------------------- | -------------------------- | -------------------------- | -------------------------- |
| 三成村       | 三成村          | 1941年7月1日 三成町 | 1955年4月15日 仁多町                | 1955年4月15日 仁多町       | 2005年3月31日 奧出雲町     | 2005年3月31日 奧出雲町     |
| 布勢村       |                 |                     | 1955年4月15日 仁多町                | 1955年4月15日 仁多町       | 2005年3月31日 奧出雲町     | 2005年3月31日 奧出雲町     |
| 龜嵩村       |                 |                     | 1955年4月15日 仁多町                | 1955年4月15日 仁多町       | 2005年3月31日 奧出雲町     | 2005年3月31日 奧出雲町     |
| 阿井村       |                 |                     | 1955年4月15日 仁多町                | 1955年4月15日 仁多町       | 2005年3月31日 奧出雲町     | 2005年3月31日 奧出雲町     |
| 三澤村       |                 |                     | 1955年4月15日 仁多町                | 1955年4月15日 仁多町       | 2005年3月31日 奧出雲町     | 2005年3月31日 奧出雲町     |
| 橫田村       | 橫田村          | 1941年7月1日 橫田町 | 1957年9月20日 斐上町                | 1958年11月1日 改名為橫田町 | 2005年3月31日 奧出雲町     | 2005年3月31日 奧出雲町     |
| 鳥上村       |                 |                     | 1957年9月20日 斐上町                | 1958年11月1日 改名為橫田町 | 2005年3月31日 奧出雲町     | 2005年3月31日 奧出雲町     |
| 八川村       |                 |                     | 1957年9月20日 斐上町                | 1958年11月1日 改名為橫田町 | 2005年3月31日 奧出雲町     | 2005年3月31日 奧出雲町     |
| 馬木村       |                 |                     | 1957年9月20日 斐上町                | 1958年11月1日 改名為橫田町 | 2005年3月31日 奧出雲町     | 2005年3月31日 奧出雲町     |
| 溫泉村       | 溫泉村          | 溫泉村              | 1955年3月3日 合併為大原郡雲南木次村 | 1957年5月3日 改名為木次町  | 2004年11月1日 合併為雲南市 | 2004年11月1日 合併為雲南市 |